# Karel Hoffmann (Politiker)
Karel Hoffmann (* 15. Juni 1924 in Stod, Okres Plzeň-jih; † 21. Februar 2013) war ein tschechoslowakischer Politiker der Kommunistischen Partei KSČ (Komunistická strana Československa) und Gewerkschaftsfunktionär, der unter anderem zwischen 1967 und 1968 Minister für Kultur und Information, von 1969 bis 1971 Minister für Post und Telekommunikation sowie zwischen 1971 und 1987 Vorsitzender des Zentralrates der Gewerkschaften war.

## Leben
Hoffmann war von 1949 bis 1959 Mitarbeiter des Zentralkomitees (ZK) der Kommunistischen Partei KSČ (Komunistická strana Československa) und im Anschluss zwischen 1959 und 1967 Direktor beim Tschechoslowakischen Rundfunk (Československý rozhlas). Auf dem XIII. Parteitag der KSČ (31. Mai – 4. Juni 1966) wurde er erstmals Mitglied des ZK der KSČ und gehörte diesem Gremium bis zum 24. November 1989 an. Im Dezember 1966 besuchte er die Bundesrepublik Deutschland und traf sich mit dem Bundesminister für wirtschaftliche Zusammenarbeit Hans-Jürgen Wischnewski um über Fragen der Zusammenarbeit zu besprechen.
Am 20. Januar 1967 übernahm er das Amt des Ministers für Kultur und Information (Ministr pro kultury a informací) sowie Vorsitzender des Ausschusses für Kultur und Information in der Regierung von Ministerpräsident Jozef Lenárt und bekleidete dieses Amt bis zum 8. April 1968. Im Anschluss war er zwischen Mai und September 1968 Leiter der Zentralverwaltung für Kommunikation sowie zwischen Januar und September 1969 stellvertretender Vorsitzender der Bundesverwaltung für Materialreserven. Zusammen mit 39 anderen führenden Persönlichkeiten soll Hoffmann den sogenannten „Einladungsbrief“ unterzeichnet haben, in dem diese den Einmarsch der Truppen des Warschauer Paktes zur Niederschlagung des Prager Frühlings am 21. August 1968 erbeten haben. Zu dieser Zeit gehörte Hoffmann innerhalb des ZK zu einer Gruppe von 49 reformfeindlichen Orthodoxen und Konservativen, zu der insbesondere ZK-Sekretär Alois Indra, der ehemalige Ministerpräsident Jozef Lenárt, der frühere Außenminister Václav David, der ehemalige stellvertretende Ministerpräsident Otakar Šimůnek, ZK-Sekretär Vasiľ Biľak, der ehemalige ZK-Sekretär für Wirtschaft Drahomír Kolder sowie der frühere stellvertretende Ministerpräsident Jan Piller gehörten.
Am 29. September 1969 wurde Hoffmann in der dritten Regierung von Ministerpräsident Oldřich Černík Minister für Post und Telekommunikation (Ministr pro pošty a telekomunikace) sowie zugleich Vorsitzender des Ausschusses für Post und Telekommunikation. Diese Ämter hatte er auch in der ersten Regierung von Ministerpräsident Lubomír Štrougal bis zum 1. Januar 1971 inne. Im Anschluss wurde er am 1. Januar 1971 Minister für Nachrichtenwesen und übte dieses Amt bis zu seiner Ablösung durch Vlastimil Chalupa am 24. Mai 1971 aus. Auf dem XIV. Parteitag der KSČ (25.–29. Mai 1971) wurde er zudem Mitglied des Präsidiums des ZK und gehörte diesem obersten Führungsgremium der KSČ ebenfalls bis zum 24. November 1989 an. Am 27. November 1971 wurde er zudem Mitglied der Föderationsversammlung (Federální shromáždění) und gehörte dem Parlament der Tschechoslowakei bis zum 16. Januar 1990 an. Zugleich war er in dieser Zeit zwischen 1971 und 1990 auch Mitglied des Präsidiums der Föderationsversammlung sowie Mitglied des Präsidiums der Nationalen Front (Národní fronta Čechů a Slováků), die für die Aufstellung der Parlamentskandidaten zuständig war.
Am 10. März 1971 löste Hoffmann Jan Piller als Vorsitzender des Zentralrates der Gewerkschaften (Ústřední rady odborů) der Revolutionären Gewerkschaftsbewegung ROH (Revoluční odborové hnutí) ab und wurde in dieser Funktion im Juni 1972 (VIII. Gewerkschaftskongress), Mai 1977 (IX. Gewerkschaftskongress) sowie April 1982 (X. Gewerkschaftskongress) jeweils bestätigt. Bei der Eröffnung des VIII. Gewerkschaftskongresses im Juni 1972 in Prag empfahl der Hoffmann im Beisein des Vorsitzenden des Dachverbandes der Sowjetischen Gewerkschaften Alexander Nikolajewitsch Schelepin, alle Dokumente des VII. Gewerkschaftskongresses vom März 1969 zu vernichten. Begründung: Die Beschlüsse vom letzten Mal – so die Proklamation des Streikrechts – blieben „in der Geschichte der Gewerkschaftsbewegung als eine gefährliche Niederlage in der Zeit des Prager Frühlings verzeichnet“. Auf dem XI. Gewerkschaftskongress im April 1987 wurde er durch Miroslav Zavadil abgelöst. Kurz zuvor wurde er am 19. März 1987 Sekretär des ZK der KSČ und bekleidete diese Funktion bis zum 24. November 1989. Im Februar 1990 wurde er aus der KSČ ausgeschlossen.
2004 wurde der 80-jährige Karel Hoffmann zu einer vierjährigen Freiheitsstrafe verurteilt. da er als Direktor der Zentralverwaltung für Fernmeldewesen der ehemaligen Tschechoslowakei beim Einmarsch der Truppen des Warschauer Paktes in der Nacht vom 20. zum 21. August 1968 das Telekommunikationsgesetz verletzt habe, indem er die Abschaltung der Sender des Tschechoslowakischen Rundfunks veranlasst hatte. Hoffmann habe angeblich versucht, die Verbreitung von Nachrichten legaler Organe zu verhindern, die die Okkupation verurteilten. Seine Tat wurde als Landesverrat eingestuft.